# منتخب لبنان تحت 20 سنة لكرة القدم للسيدات
فريق كرة القدم الوطني لأقل من 20 سنة للسيدات أو المنتخب الوطني لكرة القدم للسيدات تحت 20 سنة، والمعروف أيضاً باسم لبنان تحت 20 سنة أو لبنان تحت ال 20، هو المنتخب الوطني اللبناني، الذي يمثل لبنان في كرة القدم الدولية في مسابقات كرة القدم العالمية النسوية، وفي جميع المحافل الإقليمية والقارية والدولية وفي أي بطولة أو لقاء كروي ودي أو رسمي، وفي جميع المناسبات الأخرى الخاصة بكرة القدم النسوية تحت 20 سنة.
يخضع المنتخب الوطني اللبناني النسوي لإدارة الاتحاد اللبناني لكرة القدم.
اللقب الشعبي والوطني لفريق المتخب الوطني اللبناني للنساء هو «صبايا الأرز» (The lady cedars).

## مدخل إلى كرة القدم اللبنانية النسوية
كرة القدم النسوية أو كرة القدم النسائية في لبنان، إلى حدود العشرية الأولى للقرن 21 لم تكن كرة القدم النسوية في لبنان شائعة في كل المناطق والمدن، حيث مورست كرة القدم كهواية بشكل محدود فقط في المناطق الغنية من البلاد، رغم أن رياضة كرة القدم هي هواية شعبية غالبا ما نجد ممارستها في المناطق الأكثر شعبية في دول العالم،

## السجل التنافسي

### كأس العالم للسيدات تحت 20 سنة (الفيفا)
| كأس العالم للسيدات تحت 20 سنة لكرة القدم | كأس العالم للسيدات تحت 20 سنة لكرة القدم | كأس العالم للسيدات تحت 20 سنة لكرة القدم | كأس العالم للسيدات تحت 20 سنة لكرة القدم | كأس العالم للسيدات تحت 20 سنة لكرة القدم | كأس العالم للسيدات تحت 20 سنة لكرة القدم | كأس العالم للسيدات تحت 20 سنة لكرة القدم | كأس العالم للسيدات تحت 20 سنة لكرة القدم | كأس العالم للسيدات تحت 20 سنة لكرة القدم | | سجل التأهل | سجل التأهل | سجل التأهل | سجل التأهل | سجل التأهل | سجل التأهل |
| السنة                                    | الدور                                    | المركز                                   | Pld                                      | W                                        | D*                                       | L                                        | GF                                       | GA                                       | Pld | W | D | L | GF | GA |            |
| ---------------------------------------- | ---------------------------------------- | ---------------------------------------- | ---------------------------------------- | ---------------------------------------- | ---------------------------------------- | ---------------------------------------- | ---------------------------------------- | ---------------------------------------- | --- | --- | --- | --- | --- | --- | ---------- |
| 2002                                     | لم تلج لنهائيات كأس العالم               | لم تلج لنهائيات كأس العالم               | لم تلج لنهائيات كأس العالم               | لم تلج لنهائيات كأس العالم               | لم تلج لنهائيات كأس العالم               | لم تلج لنهائيات كأس العالم               | لم تلج لنهائيات كأس العالم               | لم تلج لنهائيات كأس العالم               | لم تلج لنهائيات كأس العالم                                                                                      | لم تلج لنهائيات كأس العالم                                                                                      | لم تلج لنهائيات كأس العالم                                                                                      | لم تلج لنهائيات كأس العالم                                                                                      | لم تلج لنهائيات كأس العالم                                                                                      | لم تلج لنهائيات كأس العالم                                                                                      |            |
| 2004                                     | لم تلج لنهائيات كأس العالم               | لم تلج لنهائيات كأس العالم               | لم تلج لنهائيات كأس العالم               | لم تلج لنهائيات كأس العالم               | لم تلج لنهائيات كأس العالم               | لم تلج لنهائيات كأس العالم               | لم تلج لنهائيات كأس العالم               | لم تلج لنهائيات كأس العالم               | لم تلج لنهائيات كأس العالم                                                                                      | لم تلج لنهائيات كأس العالم                                                                                      | لم تلج لنهائيات كأس العالم                                                                                      | لم تلج لنهائيات كأس العالم                                                                                      | لم تلج لنهائيات كأس العالم                                                                                      | لم تلج لنهائيات كأس العالم                                                                                      |            |
| كأس العالم للسيدات تحت 20 سنة لكرة القدم | كأس العالم للسيدات تحت 20 سنة لكرة القدم | كأس العالم للسيدات تحت 20 سنة لكرة القدم | كأس العالم للسيدات تحت 20 سنة لكرة القدم | كأس العالم للسيدات تحت 20 سنة لكرة القدم | كأس العالم للسيدات تحت 20 سنة لكرة القدم | كأس العالم للسيدات تحت 20 سنة لكرة القدم | كأس العالم للسيدات تحت 20 سنة لكرة القدم | كأس العالم للسيدات تحت 20 سنة لكرة القدم | سجل التأهل | سجل التأهل | سجل التأهل | سجل التأهل | سجل التأهل | سجل التأهل |            |
| السنة                                    | الدور                                    | الموضع                                   | Pld                                      | W                                        | D*                                       | L                                        | GF                                       | GA                                       | Pld | W | D | L | GF | GA |            |
| 2006                                     | لم تلج لنهائيات كأس العالم               | لم تلج لنهائيات كأس العالم               | لم تلج لنهائيات كأس العالم               | لم تلج لنهائيات كأس العالم               | لم تلج لنهائيات كأس العالم               | لم تلج لنهائيات كأس العالم               | لم تلج لنهائيات كأس العالم               | لم تلج لنهائيات كأس العالم               | لم تلج لنهائيات كأس العالم                                                                                      | لم تلج لنهائيات كأس العالم                                                                                      | لم تلج لنهائيات كأس العالم                                                                                      | لم تلج لنهائيات كأس العالم                                                                                      | لم تلج لنهائيات كأس العالم                                                                                      | لم تلج لنهائيات كأس العالم                                                                                      |            |
| 2008                                     | لم تلج لنهائيات كأس العالم               | لم تلج لنهائيات كأس العالم               | لم تلج لنهائيات كأس العالم               | لم تلج لنهائيات كأس العالم               | لم تلج لنهائيات كأس العالم               | لم تلج لنهائيات كأس العالم               | لم تلج لنهائيات كأس العالم               | لم تلج لنهائيات كأس العالم               | لم تلج لنهائيات كأس العالم                                                                                      | لم تلج لنهائيات كأس العالم                                                                                      | لم تلج لنهائيات كأس العالم                                                                                      | لم تلج لنهائيات كأس العالم                                                                                      | لم تلج لنهائيات كأس العالم                                                                                      | لم تلج لنهائيات كأس العالم                                                                                      |            |
| 2010                                     | لم تلج لنهائيات كأس العالم               | لم تلج لنهائيات كأس العالم               | لم تلج لنهائيات كأس العالم               | لم تلج لنهائيات كأس العالم               | لم تلج لنهائيات كأس العالم               | لم تلج لنهائيات كأس العالم               | لم تلج لنهائيات كأس العالم               | لم تلج لنهائيات كأس العالم               | لم تلج لنهائيات كأس العالم                                                                                      | لم تلج لنهائيات كأس العالم                                                                                      | لم تلج لنهائيات كأس العالم                                                                                      | لم تلج لنهائيات كأس العالم                                                                                      | لم تلج لنهائيات كأس العالم                                                                                      | لم تلج لنهائيات كأس العالم                                                                                      |            |
| 2012                                     | لم تلج لنهائيات كأس العالم               | لم تلج لنهائيات كأس العالم               | لم تلج لنهائيات كأس العالم               | لم تلج لنهائيات كأس العالم               | لم تلج لنهائيات كأس العالم               | لم تلج لنهائيات كأس العالم               | لم تلج لنهائيات كأس العالم               | لم تلج لنهائيات كأس العالم               | لم تلج لنهائيات كأس العالم                                                                                      | لم تلج لنهائيات كأس العالم                                                                                      | لم تلج لنهائيات كأس العالم                                                                                      | لم تلج لنهائيات كأس العالم                                                                                      | لم تلج لنهائيات كأس العالم                                                                                      | لم تلج لنهائيات كأس العالم                                                                                      |            |
| 2014                                     | لم تلج لنهائيات كأس العالم               | لم تلج لنهائيات كأس العالم               | لم تلج لنهائيات كأس العالم               | لم تلج لنهائيات كأس العالم               | لم تلج لنهائيات كأس العالم               | لم تلج لنهائيات كأس العالم               | لم تلج لنهائيات كأس العالم               | لم تلج لنهائيات كأس العالم               | لم تلج لنهائيات كأس العالم                                                                                      | لم تلج لنهائيات كأس العالم                                                                                      | لم تلج لنهائيات كأس العالم                                                                                      | لم تلج لنهائيات كأس العالم                                                                                      | لم تلج لنهائيات كأس العالم                                                                                      | لم تلج لنهائيات كأس العالم                                                                                      |            |
| 2016                                     | لم تتأهل                                 | لم تتأهل                                 | لم تتأهل                                 | لم تتأهل                                 | لم تتأهل                                 | لم تتأهل                                 | لم تتأهل                                 | لم تتأهل                                 | The بطولة آسيا للنساء تحت 19 سنة لكرة القدم 2015 اعتبرت نتائجها كتصفيات لولوج كأس العالم 2018                   | The بطولة آسيا للنساء تحت 19 سنة لكرة القدم 2015 اعتبرت نتائجها كتصفيات لولوج كأس العالم 2018                   | The بطولة آسيا للنساء تحت 19 سنة لكرة القدم 2015 اعتبرت نتائجها كتصفيات لولوج كأس العالم 2018                   | The بطولة آسيا للنساء تحت 19 سنة لكرة القدم 2015 اعتبرت نتائجها كتصفيات لولوج كأس العالم 2018                   | The بطولة آسيا للنساء تحت 19 سنة لكرة القدم 2015 اعتبرت نتائجها كتصفيات لولوج كأس العالم 2018                   | The بطولة آسيا للنساء تحت 19 سنة لكرة القدم 2015 اعتبرت نتائجها كتصفيات لولوج كأس العالم 2018                   |            |
| 2018                                     | لم تلج لنهائيات كأس العالم               | لم تلج لنهائيات كأس العالم               | لم تلج لنهائيات كأس العالم               | لم تلج لنهائيات كأس العالم               | لم تلج لنهائيات كأس العالم               | لم تلج لنهائيات كأس العالم               | لم تلج لنهائيات كأس العالم               | لم تلج لنهائيات كأس العالم               | لم تلج لنهائيات كأس العالم                                                                                      | لم تلج لنهائيات كأس العالم                                                                                      | لم تلج لنهائيات كأس العالم                                                                                      | لم تلج لنهائيات كأس العالم                                                                                      | لم تلج لنهائيات كأس العالم                                                                                      | لم تلج لنهائيات كأس العالم                                                                                      |            |
| 2020                                     | لم تتأهل                                 | لم تتأهل                                 | لم تتأهل                                 | لم تتأهل                                 | لم تتأهل                                 | لم تتأهل                                 | لم تتأهل                                 | لم تتأهل                                 | The بطولة آسيا للنساء تحت 19 سنة لكرة القدم 2015 اعتبرت نتائجها كتصفيات لولوج كأس العالم 2018 تحت ال 20 للسيدات | The بطولة آسيا للنساء تحت 19 سنة لكرة القدم 2015 اعتبرت نتائجها كتصفيات لولوج كأس العالم 2018 تحت ال 20 للسيدات | The بطولة آسيا للنساء تحت 19 سنة لكرة القدم 2015 اعتبرت نتائجها كتصفيات لولوج كأس العالم 2018 تحت ال 20 للسيدات | The بطولة آسيا للنساء تحت 19 سنة لكرة القدم 2015 اعتبرت نتائجها كتصفيات لولوج كأس العالم 2018 تحت ال 20 للسيدات | The بطولة آسيا للنساء تحت 19 سنة لكرة القدم 2015 اعتبرت نتائجها كتصفيات لولوج كأس العالم 2018 تحت ال 20 للسيدات | The بطولة آسيا للنساء تحت 19 سنة لكرة القدم 2015 اعتبرت نتائجها كتصفيات لولوج كأس العالم 2018 تحت ال 20 للسيدات |            |
| Total                                    | –                                        | 0/10                                     | –                                        | –                                        | –                                        | –                                        | –                                        | –                                        | | – | – | – | – | – | –          |
| \| * \|                                  |                                          |                                          |                                          |                                          |                                          |                                          |                                          |                                          | | | | | | |            |
| *                                        |                                          |                                          |                                          |                                          |                                          |                                          |                                          |                                          | | | | | | |            |

### بطولة آسيا تحت 19 سنة للسيدات
| سجل بطولات آسيا تحت 19 سنة للسيدات           | سجل بطولات آسيا تحت 19 سنة للسيدات | سجل بطولات آسيا تحت 19 سنة للسيدات | سجل بطولات آسيا تحت 19 سنة للسيدات | سجل بطولات آسيا تحت 19 سنة للسيدات | سجل بطولات آسيا تحت 19 سنة للسيدات | سجل بطولات آسيا تحت 19 سنة للسيدات | سجل بطولات آسيا تحت 19 سنة للسيدات | سجل بطولات آسيا تحت 19 سنة للسيدات |
| السنة                                        | الدور                              | المركز                             | Pld                                | W                                  | D*                                 | L                                  | GF                                 | GA                                 |
| -------------------------------------------- | ---------------------------------- | ---------------------------------- | ---------------------------------- | ---------------------------------- | ---------------------------------- | ---------------------------------- | ---------------------------------- | ---------------------------------- |
| بطولة آسيا للنساء تحت 19 سنة لكرة القدم 2002 | لم تلج إلى البطولة                 | لم تلج إلى البطولة                 | لم تلج إلى البطولة                 | لم تلج إلى البطولة                 | لم تلج إلى البطولة                 | لم تلج إلى البطولة                 | لم تلج إلى البطولة                 | لم تلج إلى البطولة                 |
| بطولة آسيا للنساء تحت 19 سنة لكرة القدم 2004 | لم تلج إلى البطولة                 | لم تلج إلى البطولة                 | لم تلج إلى البطولة                 | لم تلج إلى البطولة                 | لم تلج إلى البطولة                 | لم تلج إلى البطولة                 | لم تلج إلى البطولة                 | لم تلج إلى البطولة                 |
| بطولة آسيا للنساء تحت 19 سنة لكرة القدم 2006 | لم تلج إلى البطولة                 | لم تلج إلى البطولة                 | لم تلج إلى البطولة                 | لم تلج إلى البطولة                 | لم تلج إلى البطولة                 | لم تلج إلى البطولة                 | لم تلج إلى البطولة                 | لم تلج إلى البطولة                 |
| بطولة أمم آسيا للسيدات تحت 19 سنة 2007       | لم تلج إلى البطولة                 | لم تلج إلى البطولة                 | لم تلج إلى البطولة                 | لم تلج إلى البطولة                 | لم تلج إلى البطولة                 | لم تلج إلى البطولة                 | لم تلج إلى البطولة                 | لم تلج إلى البطولة                 |
| بطولة أمم آسيا للسيدات تحت 19 سنة 2009       | لم تلج إلى البطولة                 | لم تلج إلى البطولة                 | لم تلج إلى البطولة                 | لم تلج إلى البطولة                 | لم تلج إلى البطولة                 | لم تلج إلى البطولة                 | لم تلج إلى البطولة                 | لم تلج إلى البطولة                 |
| بطولة أمم آسيا للسيدات تحت 19 سنة 2011       | لم تلج إلى البطولة                 | لم تلج إلى البطولة                 | لم تلج إلى البطولة                 | لم تلج إلى البطولة                 | لم تلج إلى البطولة                 | لم تلج إلى البطولة                 | لم تلج إلى البطولة                 | لم تلج إلى البطولة                 |
| بطولة أمم آسيا للسيدات تحت 19 سنة 2013       | لم تلج إلى البطولة                 | لم تلج إلى البطولة                 | لم تلج إلى البطولة                 | لم تلج إلى البطولة                 | لم تلج إلى البطولة                 | لم تلج إلى البطولة                 | لم تلج إلى البطولة                 | لم تلج إلى البطولة                 |
| بطولة آسيا للنساء تحت 19 سنة لكرة القدم 2015 | لم تتأهل                           | لم تتأهل                           | لم تتأهل                           | لم تتأهل                           | لم تتأهل                           | لم تتأهل                           | لم تتأهل                           | لم تتأهل                           |
| بطولة آسيا للنساء تحت 19 سنة لكرة القدم 2017 | لم تتأهل                           | لم تتأهل                           | لم تتأهل                           | لم تتأهل                           | لم تتأهل                           | لم تتأهل                           | لم تتأهل                           | لم تتأهل                           |
| بطولة أمم آسيا للسيدات تحت 19 سنة 2019       | لم تتأهل                           | لم تتأهل                           | لم تتأهل                           | لم تتأهل                           | لم تتأهل                           | لم تتأهل                           | لم تتأهل                           | لم تتأهل                           |
| المجموع                                      | –                                  | 0/10                               | –                                  | –                                  | –                                  | –                                  | –                                  | –                                  |
|                                              |                                    |                                    |                                    |                                    |                                    |                                    |                                    |                                    |

## نتائج المباريات الأخيرة والمحافل الكروية

### 2018
| تصفيات بطولة آسيا 2019 تحت 19 سنة للسيدات 24 أكتوبر 2018 | هونغ كونغ | 0–6   | لبنان                                             | جونيه                                                         |
| 15:30                                                    |           | تقرير | *Rada 3'، 35'، 42'، 71' - Awad 64' - Iskandar 88' | الحضور: 170 الحكم: Anna Sidorova (اتحاد أوزبكستان لكرة القدم) |

| تصفيات بطولة آسيا 2019 تحت 19 سنة للسيدات 26 أكتوبر 2018 | لبنان | 0–2   | أستراليا                      | جونيه                                                         |
| 15:30                                                    |       | تقرير | *Cooney-Cross 24' - Sayer 47' | الحضور: 215 الحكم: Anna Sidorova (اتحاد أوزبكستان لكرة القدم) |

| تصفيات بطولة آسيا 2019 تحت 19 سنة للسيدات 28 أكتوبر 2018 | لبنان                                    | 4–0   | منغوليا | جونيه                                                         |
| 15:30                                                    | *Awad 34'، 61' - Ghanime 55' - Tamim 89' | تقرير |         | الحضور: 423 الحكم: Thein Thein Aye (اتحاد ميانمار لكرة القدم) |

### 2019
| «2019 تصفيات بطولة آسيا تحت 19 سنة للسيدات» ‏ 26 أبريل 2019 | كوريا الجنوبية | 9–0   | لبنان | هانوي                                          |
| 16:00                                                      | *Kang Ji-woo 10'، 40'، 53'، 79' - Choo Hyo-joo 14' - Jung Min-young 31' - Kim Eun-soul 40' - Kim Soo-jin 64' - Jeong Yu-jin 85' | تقرير |       | الحضور: 150 الحكم: Lee Yi-chi (Chinese Taipei) |

| «2019 تصفيات بطولة آسيا تحت 19 سنة للسيدات» ‏ 28 أبريل 2019 | لبنان     | 1–4   | فيتنام                                               | هانوي                                                         |
| 19:00                                                      | *Rada 67' | تقرير | *Tuyết Ngân ‏ 15'، 86' - Lan Anh 27' - Hồng Nhung 90' | الحضور: 265 الحكم: Thein Thein Aye (اتحاد ميانمار لكرة القدم) |

| «2019 تصفيات بطولة آسيا تحت 19 سنة للسيدات» ‏ 30 أبريل 2019 | إيران                                                        | 5–1   | لبنان          | هانوي                                                |
| 16:00                                                      | *Raietparvar 15'، 47' (ركلة.) - Zandi 32'، 60' - Masoumi 70' | تقرير | *فرح الطيار 1' | الحضور: 115 الحكم: Om Choki (اتحاد بوتان لكرة القدم) |

## طاقم التدريب
- فريق 2019:

آخر تحديث 26 أبريل 2019.
| المهمة                         | الاسم             |
| ------------------------------ | ----------------- |
| مدرب رئيسي                     | وائل عزالدين      |
| مساعد مدرب                     | جوانا حمزه        |
| فريق الإدارة                   | نادية عساف        |
| مدرب حارس المرمى               | أشرف محجوب        |
| العلاج الطبيعي Physiotherapist | ألين فرح          |
| مسؤول المعدات والأجهزة         | عيد قمر           |
| رئيس ااوفد                     | هامبرستوم ميسكيان |